# Международная федерация тхэквон-до
Междунаро́дная федера́ция тхэквон-до́, ИТФ (англ. International Taekwon-do Federation, ITF, кор. 국제 태권도 연맹) — федерация тхэквондо, созданная корейским генералом Чхве Хон Хи 22 марта 1966 года. Цель ITF — распространить тхэквондо по всем уголкам мира и сделать его самым массовым видом боевого искусства.

## История организации
22 марта 1966 года основатель тхэквондо генерал Чхве Хон Хи созвал учредительную конференцию для учреждения общественного объединения, которое будет развивать движение тхэквондо в мире. На этой конференции было принято единогласное решение назвать юридическое лицо новой организации «Международная федерация тхэквондо» (англ. «International Taekwon-Do Federation», сокращено — ITF). Поэтому, когда речь идет об ITF — это означает, что организация представляет именно то боевое искусство и вид спорта, которое создал сам его основатель. На этой же конференции генерал Чхве Хон Хи был избран президентом Международной федерации тхэквондо ITF и раз в четыре года переизбирался на следующий срок, оставаясь Президентом ITF до самой смерти 15 июня 2002 года.
После смерти основателя федерация раскололась, и сейчас существует несколько международных спортивных федераций, претендующих на то, что они правонаследники изначальной ITF. Из них широкое международное признание (членство в международных спортивных объединениях) получили две.
Первая — Международная федерацию тхэквондо со штаб-квартирой в Вене (Австрия). Её возглавляет Ри Ёнсон. Она объединяет более 160 национальных федераций, входящих в 5 континентальных федераций: Европы, Азии, Африки, Америки и Океании.
Федерация тхэквондо России по версии ИТФ является членом ITF с 1992 года.
Национальная Ассоциация Таэквондо ИТФ Узбекистана является членом ITF с 1990 года.

## Аттестация
Аттестация на мастерство тхэквондо включает исполнение тхылей (фиксированных движений и положений тела, эквивалентных катам в каратэ). В официальную программу международной федерации тхэквондо входят 24 тхыля. Выполнение тхылей описано в томах 8—15 «Энциклопедии тхэквондо», написанной Чхве Хон Хи.
Ещё есть две фундаментальных последовательности ударов: саджу-ччирыги (удар в четыре стороны) и саджу-макки (блок в четыре стороны).
24 тхыля в Тхэквондо ITF:
1. Чхонджи (19 движений) 9-й кып
2. Тангун (21 движение) 8-й кып
3. Тосан (24 движения) 7-й кып
4. Вонхё (28 движений) 6-й кып
5. Юльгок (38 движений) 5-й кып
6. Чунгун (32 движения) 4-й кып
7. Твеге (37 движений) 3-й кып
8. Хваран (29 движений) 2-й кып
9. Чхунму (30 движений) 1-й кып
10. Квангэ (39 движений) 1-й дан
11. Пхоын (36 движений) 1-й дан
12. Кебэк (44 движения) 1-й дан
13. Ыйам (45 движений) 2-й дан
14. Чхунджан (52 движения) 2-й дан
15. Чучхе (45 движений) 2-й дан
16. Самиль (33 движения) 3-й дан
17. Юсин (68 движений) 3-й дан
18. Чхвеён (46 движений) 3-й дан
19. Ёнгэ (49 движений) 4-й дан
20. Ульджи (42 движения) 4-й дан
21. Мунму (61 движение) 4-й дан
22. Сосан (72 движения) 5-й дан
23. Седжон (24 движения) 5-й дан
24. Тхониль (56 движений) 6-й дан

Один удалённый тхыль в Тхэквондо ITF:
1. Кходан (39 движений)

## Массоги
Правила ITF схожи с правилами WTF, но имеются некоторые отличия.
- Разрешены удары руками и ногами в голову.
- Система очков:
  - 1 очко — атака рукой, направленная в средний или верхний уровень,
  - 2 очка — атака ногой, направленная в средний уровень.
  - 3 очка — атака ногой, направленная в верхний уровень.
- Размеры тоджана (додзё) 9x9 метров.

Участники соревнований обязаны носить экипировку, имеющую аккредитацию ITF. Победителем считается тот, кто набрал больше очков после раундов.
Нарушение правил в спарринге называется чуи кор. 주의. Если спортсмен получает 3 чуи, у него вычитают 1 очко.
Чуи можно получить за:
- атаку в запрещенную область
- падение (касание тоджана третьей точкой)
- выход за пределы тоджана

Соревнования ITF также включают тхыль, силовое разбивание досок и спецтехнику (разбивание досок на большой высоте).
Раунды спарринга на соревнованиях ITF составляют 2 минуты, и на национальных и международных уровнях соревнований считаются два раунда каждые 2 минуты с одним коротким отдыхом. Правила не позволяют бить ниже пояса, наносить удары локтями и коленями, падать, выходить за тоджан. тоджан квадратный и имеет размер 9 на 9 метров (иногда 8 x 8 метров). тоджан не препятствует выходу за его пределы. Каждый раз, когда тхэквондист нарушает правила, рефери делает замечание спортсмену. 3 замечания — минус 1 очко. Если спортсмен будет создавать тяжёлый контакт, то ему дадут предупреждение. 3 предупреждения — дисквалификация спортсмена. За спортсменов голосуют четыре судьи, сидящие по углам тоджана. В случае ничьей спортсмены спаррингуются ещё один дополнительный раунд.

## Пояса
Система ITF состоит из шести цветных поясов; белый, жёлтый, зелёный, синий, красный и чёрный.
Пояса определены следующим образом (от самого низкого до самого высокого пояса):
| Пояс | Уровень  | Описание |
| ---- | -------- | --- |
|      | 10-й кып | Белый — обозначает белый лист, начальные знания тхэквондо.                                                               |
|      | 9-й кып  | Белый пояс с жёлтой полосой.                                                                                             |
|      | 8-й кып  | Жёлтый — обозначает землю, из которой прорастают ростки, пускающие корни — основы тхэквондо.                             |
|      | 7-й кып  | Жёлтый пояс с зелёной полосой                                                                                            |
|      | 6-й кып  | Зелёный — означает рост растения, как усовершенствование навыков.                                                        |
|      | 5-й кып  | Зелёный пояс с синей полосой.                                                                                            |
|      | 4-й кып  | Синий — означает небеса, к которым тянется дерево, обозначая прогрессирование знаний тхэквондо.                          |
|      | 3-й кып  | Синий пояс с красной полосой.                                                                                            |
|      | 2-й кып  | Красный — означает опасность, предупреждает, что лучше держаться подальше.                                               |
|      | 1-й кып  | Красный пояс с чёрной полосой.                                                                                           |
|      | 1-й дан  | Чёрный — противоположность белому, означает зрелость и мастерство тхэквондиста.                                          |
|      | 2-й дан  | Ассистент инструктора (должен пробыть в этом звании не менее 2 лет).                                                     |
|      | 3-й дан  | Ассистент инструктора (должен пробыть в этом звании не менее 3 лет).                                                     |
|      | 4-й дан  | Международный инструктор (должен пробыть в этом звании не менее 4 лет). В это время, инструктор может стать «SaBum-Nim». |
|      | 5-й дан  | Инструктор (должен пробыть в этом звании не менее 5 лет)                                                                 |
|      | 6-й дан  | Инструктор (должен пробыть в этом звании не менее 6 лет)                                                                 |
|      | 7-й дан  | Мастер-инструктор (должен пробыть в этом звании не менее 7 лет)                                                          |
|      | 8-й дан  | Старший мастер-инструктор (должен пробыть в этом звании не менее 8 лет)                                                  |
|      | 9-й дан  | Гранд-мастер |

В некоторых клубах ITF вместо слова «кып» используется «куп».

### Чёрный пояс
Для получения каждого дана, включая восьмой, требуется, чтобы соискатель выполнил тест не только всех знаний на данный пояс, но и подтвердил знания предыдущих степеней. 9-й дан может быть присуждён с разрешения содействующего комитета без прохождения теста. Однако, если получатель желает, демонстрация может быть выполнена. 9-й дан будет присуждён только в случае единогласного решения всех членов комитета.
Согласно Энциклопедии Тхэквондо 4-й дан может оценить учеников до 2-го дана. Международный инструктор 5-го или 6-го дана может оценить студентов до 3-го, в то время как мастер 7-го дана может оценить студентов до 5-го. Мастер 8-го дана может оценить студентов до 6-го. Продвижение 7-го дана или выше должно быть сделано Мастерами Содействующего Комитета ITF. Факт то, что: только преподаватели с 4-м даном и выше могут оценивать учеников — до 1-го кыпа. Продвижения чёрного пояса организованы Национальными ассоциациями — где мастера (7-й дан и выше) присутствуют во время экзамена.